# Christel Matthias Schröder
Christel Matthias Schröder (* 16. Januar 1915 in Elsfleth; † 14. März 1996 in Bremen) war ein deutscher evangelischer Pastor und Religionswissenschaftler.

## Biografie
Schröder war der Sohn eines Oberregierungsrates. Er studierte evangelische Theologie an der Universität Tübingen und an der Universität Marburg. Er promovierte zum Dr. phil. in Marburg. Danach war er als Pastor in Jever tätig. Die britische Besatzungsmacht ernannte Schröder zum ersten Nachkriegs-Bürgermeister von Jever (Amtszeit: 8. Mai 1945 bis 31. Juli 1945). 1951 wurde er an die St.-Ansgarii-Kirchengemeinde in Bremen-Schwachhausen zunächst auf die zweite Pfarrstelle berufen. Er hielt seine Predigten auch in der plattdeutschen Sprache. Er war nicht nur ein geachteter Seelsorger, sondern auch als Vermittler von Literatur und Kunst sehr geschätzt. Seit 1961 gab er die Handbuchreihe Die Religionen der Menschheit heraus. 1972 hielt er anlässlich des Jubiläums der Reformation einen Vortrag über den Reformator Heinrich von Zütphen, der in der St.-Ansgarii-Kirche 1522 die erste reformatorische Predigt in Bremen gehalten hatte.
Nach seiner Pensionierung wirkte Christel Matthias Schröder für die Deutsche Presseforschung der Universität Bremen.

## Veröffentlichungen
- Literatur von und über Christel Matthias Schröder im Katalog der Deutschen Nationalbibliothek
- Das Verhältnis von Heidentum und Christentum in Schellings Philosophie der Mythologie und Offenbarung. Ein Beitrag zur Religionsphilosophie des deutschen IdealismusReinhardt, München 1936.
- Christentum und völkische Religiosität. Elsfleth, Bargmann 1933.
- Rasse und Religion. Eine rassen- und religionswissenschaftliche Untersuchung. Reinhardt, München 1937.
- Matthias Claudius und die Religionsgeschichte. Reinhardt, München 1941.
- Die „Bremer Beiträge“. Vorgeschichte und Geschichte einer deutschen Zeitschrift des 18. Jahrhunderts. Schünemann Verlag, Bremen 1956.
- als Herausgeber: Klassiker des Protestantismus. Schünemann. Bremen 1962.
- als Herausgeber: Die Religionen der Menschheit. 5 Bände, Kohlhammer Verlag, Stuttgart seit 1961.
- als Herausgeber: Siegfried Fliedner, Werner Kloos, Hans Saebens (Fotos): Bremer Kirchen. Verlag Heye, Bremen 1961.
- Ebert, Johann Arnold. In: Neue Deutsche Biographie. Band 4, Duncker & Humblot, Berlin 1959.
- als Herausgeber: In Deo Omnia Unum. Eine Sammlung von Aufsätzen, Friedrich Heiler zum 50. Geburtstage dargebracht. Reinhardt, München 1942.